# North Lilbourn
North Lilbourn és una població dels Estats Units a l'estat de Missouri. Segons el cens del 2000 tenia 95 habitants.

## Demografia
Segons el cens del 2000, North Lilbourn tenia 95 habitants, 37 habitatges, i 23 famílies. La densitat de població era de 215,8 habitants per km².
Dels 37 habitatges en un 27% hi vivien nens de menys de 18 anys, en un 18,9% hi vivien parelles casades, en un 32,4% dones solteres, i en un 37,8% no eren unitats familiars. En el 37,8% dels habitatges hi vivien persones soles el 21,6% de les quals corresponia a persones de 65 anys o més que vivien soles. El nombre mitjà de persones vivint en cada habitatge era de 2,57 i el nombre mitjà de persones que vivien en cada família era de 3,35.
Per edats la població es repartia de la següent manera: un 30,5% tenia menys de 18 anys, un 6,3% entre 18 i 24, un 23,2% entre 25 i 44, un 22,1% de 45 a 60 i un 17,9% 65 anys o més.
L'edat mediana era de 36 anys. Per cada 100 dones de 18 o més anys hi havia 88,6 homes.
La renda mediana per habitatge era d'11.563 $ i la renda mediana per família de 23.333 $. Els homes tenien una renda mediana de 25.313 $ mentre que les dones 15.250 $. La renda per capita de la població era de 7.654 $. Entorn del 36,7% de les famílies i el 38,2% de la població estaven per davall del llindar de pobresa.

## Poblacions més properes
El següent diagrama mostra les poblacions més properes.